# Torneio Pré-Olímpico de Voleibol Feminino de 2016 - África
O Torneio Pré-Olímpico de Voleibol Feminino de 2016 - África foi competição qualificatória de seleções do Continente Africano que assegurou uma vaga para o torneio de voleibol na variante feminina dos Jogos Olímpicos de Verão de 2016, conquistado pela Seleção Camaronesa; concedeu também a qualificação para a Seleção Egípcia, na condição de segundo colocado do certame no Torneio Pré-Olímpico de Voleibol Feminino de 2016 - Intercontinental e para a Seleção Queniana, terceira colocada, disputar este mesmo torneio
.Porém a Seleção Egípcia desiste de disputar o Pré-Olímpico Mundial II, alegando que parte do elenco perderia provas escolares no período da competição, surgindo então a vaga para o mesmo para a Seleção Argelina.

## Pré-Olímpico Africano

### Seleções participantes
As seguintes seleções foram qualificadas para a disputa:
| Equipes  |
| -------- |
| Camarões |
| Tunísia  |
| Quênia   |
| Argélia  |
| Botsuana |
| Egito    |
| Uganda   |

### Fórmula
As seleções foram dispostas em dois grupos, o Grupo com três equipes e o Grupo B com quatro equipes,  onde todas se enfrentam em cada grupo, conforme sorteio foi realizado. Todas as equipes enfrentaram-se dentro de seus grupos em turno único. As duas primeiras colocadas de cada grupo se classificaram para a fase semifinal, na qual enfrentaram-se em cruzamento olímpico. As terceiras colocadas de cada grupo foram eliminadas e encerraram em quinto lugar, não havendo disputa. Os times vencedores das semifinais enfrentaram-se na partida final, que definiu o campeão; já as equipes derrotadas nas semifinais decidiram a terceira posição.E ao final da disputa qualifica-se para os Jogos Olímpicos de Verão de 2016 a seleção campeã
Para a classificação dentro dos grupos na primeira fase, o placar de 3-0 ou 3-1 garantiu três pontos para a equipe vencedora e nenhum para a equipe derrotada; já o placar de 3-2 garantiu dois pontos para a equipe vencedora e um para a perdedora.

### Primeira fase

#### Grupo A
- Local: Yaoundé Multipurpose Sports Complex, Yaoundé

|  | Semifinal           |
|  | Disputa do 5º lugar |

|     |          |     | Jogos | Jogos | Jogos | Resultados | Resultados | Resultados | Resultados | Resultados | Resultados | Sets | Sets | Sets  | Pontos | Pontos | Pontos |
| Pos | Equipe   | Pts | T     | V     | D     | 3–0        | 3–1        | 3–2        | 2–3        | 1–3        | 0–3        | V    | P    | R     | V      | P      | R      |
| --- | -------- | --- | ----- | ----- | ----- | ---------- | ---------- | ---------- | ---------- | ---------- | ---------- | ---- | ---- | ----- | ------ | ------ | ------ |
| 1   | Quênia   | 6   | 2     | 2     | 0     | 1          | 1          | 0          | 0          | 0          | 0          | 6    | 1    | 6,000 | 170    | 139    | 1.223  |
| 2   | Camarões | 2   | 2     | 1     | 1     | 0          | 0          | 1          | 0          | 1          | 0          | 4    | 5    | 0.800 | 194    | 197    | 0.985  |
| 3   | Tunísia  | 1   | 2     | 0     | 2     | 0          | 0          | 0          | 1          | 1          | 0          | 3    | 6    | 0.500 | 162    | 190    | 0.853  |

| Data   | Hora  |             | Placar |           | Set 1 | Set 2 | Set 3 | Set 4 | Set 5 | Total   | Relatório |
| ------ | ----- | ----------- | ------ | --------- | ----- | ----- | ----- | ----- | ----- | ------- | --------- |
| 12 fev | 18:00 | 'Camarões ' | 3–2    | Tunísia   | 25–20 | 25–20 | 29–31 | 21–25 | 15–6  | 115–102 | 114–101   |
| 13 fev | 18:00 | Tunísia     | 0–3    | ' Quênia' | 20–25 | 17–25 | 23–25 |       |       | 60–75   | 60–75     |
| 14 fev | 18:00 | 'Quênia '   | 3–1    | Camarões  | 25–22 | 25–23 | 20–25 | 25–9  |       | 95–79   | 95–79     |

#### Grupo B
- Local: Yaoundé Multipurpose Sports Complex, Yaoundé

|  | Semifinal           |
|  | Disputa do 5º lugar |

|     |          |     | Jogos | Jogos | Jogos | Resultados | Resultados | Resultados | Resultados | Resultados | Resultados | Sets | Sets | Sets  | Pontos | Pontos | Pontos |
| Pos | Equipe   | Pts | T     | V     | D     | 3–0        | 3–1        | 3–2        | 2–3        | 1–3        | 0–3        | V    | P    | R     | V      | P      | R      |
| --- | -------- | --- | ----- | ----- | ----- | ---------- | ---------- | ---------- | ---------- | ---------- | ---------- | ---- | ---- | ----- | ------ | ------ | ------ |
| 1   | Argélia  | 9   | 3     | 3     | 0     | 2          | 1          | 0          | 0          | 0          | 0          | 9    | 1    | 9,000 | 243    | 189    | 1.286  |
| 2   | Egito    | 6   | 3     | 2     | 1     | 2          | 0          | 0          | 0          | 1          | 0          | 7    | 3    | 2.333 | 237    | 193    | 1.228  |
| 3   | Botsuana | 2   | 3     | 1     | 2     | 0          | 0          | 1          | 0          | 0          | 2          | 3    | 8    | 0.375 | 202    | 251    | 0.805  |
| 4   | Uganda   | 1   | 3     | 0     | 3     | 0          | 0          | 0          | 1          | 0          | 2          | 2    | 9    | 0.222 | 198    | 247    | 0.802  |

| Data   | Hora  |             | Placar |            | Set 1 | Set 2 | Set 3 | Set 4 | Set 5 | Total  | Relatório |
| ------ | ----- | ----------- | ------ | ---------- | ----- | ----- | ----- | ----- | ----- | ------ | --------- |
| 12 fev | 13:00 | Uganda      | 0–3    | ' Egito'   | 12–25 | 18–25 | 19–25 |       |       | 49–75  | 49–75     |
| 12 fev | 15:00 | 'Argélia '  | 3–0    | Botsuana   | 25–22 | 25–22 | 25–10 |       |       | 75–54  | 75–54     |
| 13 fev | 14:00 | Uganda      | 0–3    | ' Argélia' | 22–25 | 14–25 | 12–25 |       |       | 48–75  | 48–75     |
| 13 fev | 16:00 | 'Egito '    | 3–0    | Botsuana   | 25–21 | 25–13 | 25–17 |       |       | 75–51  | 75–51     |
| 14 fev | 14:00 | 'Botsuana ' | 3–2    | Uganda     | 22–25 | 25–21 | 25–19 | 10–25 | 15–11 | 97–101 | 97–101    |
| 14 fev | 16:00 | 'Argélia '  | 3–1    | Egito      | 18–25 | 25–19 | 25–20 | 25–23 |       | 93–87  | 93–87     |

### Fase final
- Local: Yaoundé Multipurpose Sports Complex, Yaoundé

#### Disputa do 5º lugar
| Data   | Hora  |         | Placar |             | Set 1 | Set 2 | Set 3 | Set 4 | Set 5 | Total  | Relatório |
| ------ | ----- | ------- | ------ | ----------- | ----- | ----- | ----- | ----- | ----- | ------ | --------- |
| 15 fev | 14:00 | Tunísia | 2–3    | ' Botsuana' | 22–25 | 22–25 | 25–17 | 25–15 | 10–15 | 104–97 | 104–97    |

#### Semifinais
| Data   | Hora  |         | Placar |             | Set 1 | Set 2 | Set 3 | Set 4 | Set 5 | Total   | Relatório |
| ------ | ----- | ------- | ------ | ----------- | ----- | ----- | ----- | ----- | ----- | ------- | --------- |
| 15 fev | 16:00 | Quênia  | 2–3    | ' Egito'    | 22–25 | 26–24 | 25–16 | 20–25 | 17–19 | 110–109 | 110–109   |
| 15 fev | 18:00 | Argélia | 0–3    | ' Camarões' | 20–25 | 17–25 | 17–25 |       |       | 54–75   | 54–75     |

##### Terceiro lugar
| Data   | Hora  |           | Placar |         | Set 1 | Set 2 | Set 3 | Set 4 | Set 5 | Total | Relatório |
| ------ | ----- | --------- | ------ | ------- | ----- | ----- | ----- | ----- | ----- | ----- | --------- |
| 16 fev | 16:00 | 'Quênia ' | 3–0    | Argélia | 25–19 | 25–21 | 26–24 |       |       | 76–64 | 76–64     |

##### Final
| Data   | Hora  |       | Placar |             | Set 1 | Set 2 | Set 3 | Set 4 | Set 5 | Total  | Relatório |
| ------ | ----- | ----- | ------ | ----------- | ----- | ----- | ----- | ----- | ----- | ------ | --------- |
| 16 fev | 18:00 | Egito | 2–3    | ' Camarões' | 14–25 | 27–25 | 25–21 | 23–25 | 7–15  | 96–111 | 96–113    |

### Classificação final
| Posição | Equipe   |
| ------- | -------- |
| 1       | Camarões |
| 2       | Egito    |
| 3       | Quênia   |
| 4       | Argélia  |
| 5       | Botsuana |
| 6       | Tunísia  |
| 7       | Uganda   |

|  | Qualificado para os Jogos Olímpicos de Verão de 2016           |
|  | Qualificados para o Torneio Pré-Olímpico-Intercontinental 2016 |